# Liste der Bodendenkmale in Bad Wilsnack
In der Liste der Bodendenkmale in Bad Wilsnack sind alle Bodendenkmale der brandenburgischen Stadt Bad Wilsnack und ihrer Ortsteile aufgelistet. Grundlage ist die Veröffentlichung der Landesdenkmalliste mit dem Stand vom 31. Dezember 2020.
Die Baudenkmale sind in der Liste der Baudenkmale in Bad Wilsnack aufgeführt.

## Bodendenkmale
| Gemarkung           | Flur                                  | Kurzansprache                                                                    | Bodendenkmalnummer | Bemerkung | Bild |
| ------------------- | ------------------------------------- | -------------------------------------------------------------------------------- | ------------------ | --------- | ---- |
| Bad Wilsnack (Lage) | 9, 10, 13, 14, 15, 16, 17, 18, 19, 20 | Dorfkern deutsches Mittelalter, Altstadt Neuzeit, Altstadt deutsches Mittelalter | 111528             |           |      |